# Viacheslav Nikíforov
Viacheslav Vladímirovich Nikíforov (en ruso: Вячеслав Владимирович Никифоров; Kaliningrado, RSFS de Rusia; 7 de octubre de 1966 – Kaliningrado, Rusia; 13 de octubre de 2024) fue un futbolista y dirigente deportivo de Rusia que jugó en la posición de centrocampista.

## Equipos
| Periodo   | Club                         |
| --------- | ---------------------------- |
| 1983-1984 | FC Baltika Kaliningrad       |
| 1985-1987 | FC Dinamo Minsk              |
| 1987-1993 | FC Baltika Kaliningrad       |
| 1994      | FC Lada Dimitrovgrad         |
| 1995–1997 | FC Baltika Kaliningrad       |
| 1997      | CSK VVS-Kristall Smolensk    |
| 1997      | FC Stroykomplekt Kaliningrad |
| 1997      | FC Veteran Kaliningrad       |
| 1998      | FC Baltika-FSh Kaliningrad   |
| 1998–2001 | FC Veteran Kaliningrad       |

## Tras el retiro
Al retirarse como jugador pasó a ser administrador del FC Baltika Kaliningrad de 2000 a 2004, y luego pasó a ocupar el mismo puesto en el equipo filial del Baltika de 2006 a 2007, año en el que pasó a ser el director del equipo. 

## Logros
- Liga Nacional de Fútbol de Rusia (1): 1995
- Segunda División Soviética de Fútbol (2): 1984, 1987
- Primera División de Rusia (1): 1992